# 国鉄63系電車

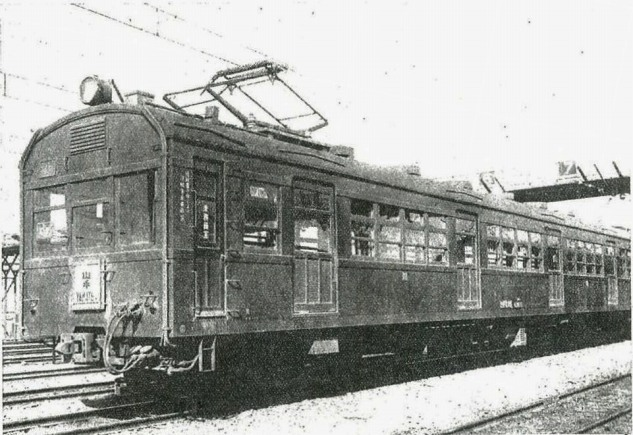
製造後まもない頃のモハ63形、1947年頃

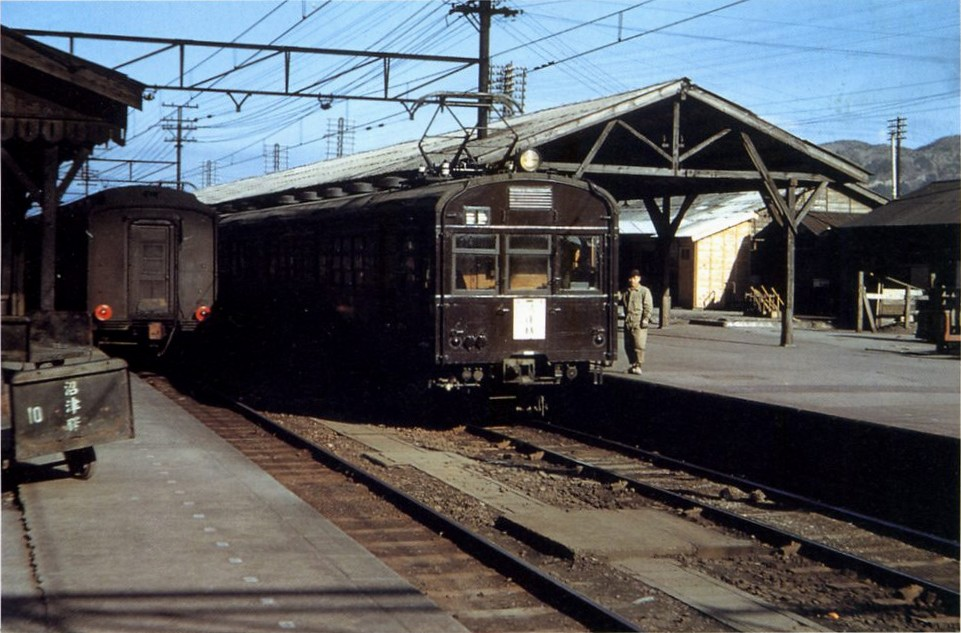
同じく製造直後のモハ63形、沼津駅、1946年

国鉄63系電車（こくてつ63けいでんしゃ）は、1944年から1951年にかけて導入された運輸通信省鉄道総局・運輸省および日本国有鉄道（国鉄）の直流用通勤形電車である。
なお、この呼称は同一の設計思想に基づいて製造された電車を便宜的に総称したもので、国鉄制式のものではなく、また、モハ63形とサハ78形のみを指す場合と、ほぼ同一の構造を持つ鋼体化改造車および他形式からの改造車からなるクハ79形を含む場合とがある。

## 概要
本形式は、第二次世界大戦中、戦時体制下で増加していた通勤輸送に対し、混雑の緩和を目的に導入され、さらに、終戦直後の混乱を背景とした輸送需要の増加および損耗した輸送力の補充を目的として大量に導入されて戦後の交通混乱時代に大きな役割を果たした。21世紀に至るまで都市圏のJRや多くの大手私鉄で用いられている、通勤輸送向けの「全長20 m、片側4扉」の車体を採用して量産された最初の電車である。

一方で、本形式は第二次世界大戦中の日本国内の状況に対応するため、資材の節約と製造工程の削減を目的とした戦時設計に依るものとなっている（下記に詳述）。本形式が設計された当時、鉄道省動力車課長の島秀雄の下で戦時設計に基いた電気機関車と電車の設計を担当した矢山康夫は、1976年に戦時設計について次のように回想している。 
戦時設計の骨子は、基本的な性能はこれを十分に確保するが、寿命は短くても戦争中の使用に耐えればよいという覚悟で、設計安全率を許される最小値まで引き下げる、鉄や銅など重要資材を思い切り節約する、加工と艤装の工程と工数を減らすと同時に、徴用工や動員学徒のような素人工でも組立できるように作り易くする、さらに取り扱い・保守修繕・細部機能などの点でも、決戦体制下で許されるぎりぎりの限界まで切り詰めて我慢するなどであった。—矢山康夫、戦時設計動力車の思い出
本形式は製造後間もなく補強・改造の必要が生じ、高圧・低圧回路の電線の引替および電線管の設置、台枠の心皿取付部の補強、省略されていた機器類の取付等の改造工事が行われていた。しかし、その後1951年4月24日の桜木町事故においてさらなる問題点が明らかになったため、事故対策を主な内容とした更新修繕を実施して72系となり、その後長く使用されたほか、その他の戦前形電車にも同様の内容の通称「更新改造II」を実施している。

## 導入の経緯

### 戦時の車両増備と戦時設計
1937年の日中戦争開始に伴い鉄道動員体制となったことと、開戦に伴う旅客・貨物の輸送量増加に対応するため、1938年度に「輸送力拡充4ヵ年計画」（1941年度まで）を策定し、総額96.6百万円の予算のうち、車両増備にその55％を当して輸送力の増強を図ったが、資材不足により次第に計画達成率が低下していた。その後、1942年度から10か年の「交通施設長期整備計画」を策定し、当初の5年間は毎年220百万円の予算のうち22%を車両増備に充てることとしていた。
しかし、太平洋戦争の進展に伴う、産炭地からの石炭輸送を中心とした内航運輸の輸送力不足に対応するため、1942年10月6日に閣議決定された「戦時陸運の非常体制確立に関する件」および「戦時陸運非常体制確立方策要綱」によって戦時陸運の非常体制を確立し、石炭や鉄鉱石などの重要物資の海上輸送を陸上輸送に移して余剰の船舶を満洲・中国大陸方面や南方方面からの輸送に充てるための5項目からなる要綱が定められ、その要綱の下に9項目からなる措置が定められた。この計画を念頭に、1943年2月以降ダイヤ改正を繰り返し、旅客列車を削減して余剰となった機関車を貨物列車に回してこれを増発するとともに、列車運行の効率化などを行うなど経営資源を戦時陸運非常体制確立に振り向けており、その一環として1943年7月20日の閣議決定により「鉄道車輌の計画増産確保に関する件」が以下の通り定められた。
- 鉄道車両製造工場は国家総動員法に基き鉄道大臣の管理とする
- 車両製造および修繕能力を最大限に発揮するため、鉄道省の技術・労務・資材・施設・経験等を活用して鉄道省の工場・機関区・検車区と民営工場とを一体的に総合運営する
- 車両製造に関しては五大重点産業[注釈 2]並みの扱いとする
- 車両に対して戦時規格の実施を徹底する
- 必要に応じて戦時行政職権特例および許可認可等臨時措置法[17]を発動する

これに伴い、民間の車両メーカーも国家総動員法に基づく鉄道大臣の管理下に入れて官民一体で車両製造・修繕にあたることとなり、各民間工場に監理官が配置されて指揮監督または指導斡旋を行ったほか、1939年に車両の生産および配分の調整のための鉄道車両協議会および材料配給と部品規格統一を目的とする車両技術協会が設立され、1941年12月22日には重要産業団体令に基づき、車両および信号保安装置の製造販売を統制する車両統制会が発足している。
一方、開戦により車両用の資材が不足する状況となったため1930年代後半には資材の使用量削減のための設計変更がされるようになり、さらに、一層の資材の節約を図るため、1943年1月4日付の「戦時規格委員会規程」に基づき鉄道省に設置された戦時規格委員会において戦時陸運非常体制下における車両の生産増強のため以下の5項目について戦時規格等を制定し、これを実施することとなった。
- 安全率の低減
- 耐久寿命の短縮
- 規格の変更
- 使用期限および検査期間の延長
- 工程・艤装の簡易化

参考として、1937年から1945年の間の輸送量の変化は以下の通りであった。
| 年度別の戦時輸送の状況 | 年度別の戦時輸送の状況 | 年度別の戦時輸送の状況 | 年度別の戦時輸送の状況 | 年度別の戦時輸送の状況 | 年度別の戦時輸送の状況 | 年度別の戦時輸送の状況 | 年度別の戦時輸送の状況 | 年度別の戦時輸送の状況 | 年度別の戦時輸送の状況 | 年度別の戦時輸送の状況 |  |
| 種別                   | 項目                   | 1937年                 | 1938年                 | 1939年                 | 1940年                 | 1941年                 | 1942年                 | 1943年                 | 1944年                 | 1945年                 |  |
| ---------------------- | ---------------------- | ---------------------- | ---------------------- | ---------------------- | ---------------------- | ---------------------- | ---------------------- | ---------------------- | ---------------------- | ---------------------- |  |
| 旅客列車               | 人数                   | 1.16十億 人            | 1.35十億 人            | 1.61十億 人            | 1.88十億 人            | 2.17十億 人            | 2.28十億 人            | 2.65十億 人            | 3.11十億 人            | 2.97十億 人            |  |
| 旅客列車               | 人キロ数               | 29.1十億 人・km        | 33.6十億 人・km        | 42.1十億 人・km        | 49.3十億 人・km        | 55.5十億 人・km        | 60.5十億 人・km        | 74.1十億 人・km        | 77.3十億 人・km        | 76.0十億 人・km        |  |
| 旅客列車               | 1日1キロ平均通過客車   | 165 両                 | 167 両                 | 180 両                 | 193 両                 | 199 両                 | 201 両                 | 186 両                 | 167 両                 | 133 両                 |  |
| 旅客列車               | 1列車あたり輸送人員    | 155.3 人               | 179.4 人               | 219.3 人               | 249.6 人               | 279.5 人               | 305.3 人               | 395.7 人               | 434.8 人               | 558.1                  |  |
| 貨物列車               | トン数                 | 106百万 t              | 118百万 t              | 131百万 t              | 146百万 t              | 152百万 t              | 158百万 t              | 178百万 t              | 161百万 t              | 81百万 t               |  |
| 貨物列車               | トンキロ数             | 18.9十億 t・km         | 21.9十億 t・km         | 25.3十億 t・km         | 27.9十億 t・km         | 29.8十億 t・km         | 33.9十億 t・km         | 42.8十億 t・km         | 41.2十億 t・km         | 19.0十億 t・km         |  |
| 貨物列車               | 1日1キロ平均通貨貨車   | 447.4 両               | 480.5 両               | 521.4 両               | 542.3 両               | 562.1 両               | 613.6 両               | 647.0 両               | 561.9 両               | 291.9 両               |  |
| 貨物列車               | 1列車あたり輸送トン    | 221.1 t                | 237.6 t                | 243.0 t                | 256.6 t                | 263.1 t                | 278.0 t                | 306.2 t                | 297.1 t                | 229.1 t                |  |

### 戦時における電車の状況と63系の導入
電車においては1939年製造の40系および51系より資材の節約と製造の簡易化が開始され、車体は全溶接・張上げ屋根として軽量化（資材節約）を図るとともに、室内の化粧板の簡略化、乗降扉や座席枠組の木製化、竹製吊手の採用などが実施されているほか、主制御器などの電装品の確保ができず、同年竣工のモハ60形の一部は無電装であった。翌1940年に製造された両系では工程簡易化のため、車体は従来の形状で全溶接、木製屋根・雨樋のものとなり、室内は化粧板を省略しているほか、ほとんどの制御電動車が無電装となり、制御車の中にも付随車として竣工した車両があった。
その後、貨物輸送のための機関車および貨車が専ら生産されるようになり、旅客車はほとんど生産できなかったこと（客車に関しては優等車は1941年度・普通車は1942年度に中止された以降の新製は禁止されており、戦後1946年になるまで全く製造されなかった）ことから、電車に関しては極力限られた車両で輸送力を確保するため、座席撤去等の改造が行われることとなって横須賀線以外の路線は1943年から、横須賀線は1944年から実施されているほか、横須賀線以外の電車列車への2等車の連結中止と2等車の3等車への変更が実施されている（横須賀線でも実施されたが、軍部高官や皇族の輸送に支障するため中止）。また、主制御器の弱界磁段使用停止、運転速度の低下なども実施されているほか、資材供出等のため1943年から室内天井のベンチレーターカバー・手摺類・網棚ブラケット・方向板などが金属製から代用材に変更されたほか、1944年には連結部の渡り板・座席下の蹴込板・側面窓カーテンのカバー・制御車の機器類・車内表示用の地図枠・代用材を含む手摺類などが撤去されている。
さらに、1943年には輸送力増強のため片側2扉の32系の制御車/付随車および42系の4扉化と、モハ32形の3扉化が計画され、まず試作として同年8月にモハ43形およびクハ58形の計2両が改造後、順次改造が進められた。この改造は資材と人工の不足により計画通りには進捗しなかったものの、この実績をもとに木造車の鋼体化においても全長20 m片側4扉車への改造が構想されることとなった。
一方、戦時設計の車両は、1943年5月10日にD51形を対象に「戦時設計要網」およびその施行細則が定められ、これを基づいた「D51形蒸気機関車戦時設計詳表」をもとにD51形戦時型が製造されたのをはじめとして、その後、C11形、D52形蒸気機関車やEF13形電気機関車、トキ900形貨車などが製造されていたが、電車に関しても戦時設計に基いた車両が導入されることとなり、モハ63形、サハ78形が設計されているほか、全長20 m片側4扉車とすることとなった木造電車の鋼体化に際してこれらと同様の形態のクハ79形が導入されることとなった。
最初に木造電車を鋼体化改造した「クハ79形」制御車が竣工し、続いて「モハ63形」制御電動車および「サハ78形」付随車が製造されたが、終戦の頃までに竣工した車両は、クハ79形8両、モハ63形14両、サハ78形8両であり、モハ63形は電装品が確保できず、全車が付随車として竣工している。

### 戦後の輸送状況と63系の追加導入
戦後、国鉄における通勤通学の輸送人員は増加を続け、1947年度は1936年度の3.27倍、1951年度は同じく3.66倍となっており、特に大都市附近においては、復興・復員によって人口の流入があった一方で、都市中心部の戦災被害に伴う近郊部への疎開・転居等によって遠距離通勤が増加し、通勤通学列車の混雑度が増していた。一方で、国鉄電車における戦災車両数は全焼・大破358両、半焼・中破39両・小破166両の計563両であり、これは全電車の26%にあたり、このうち361両が廃車となっている。これに加えて、保守の低下に伴い、1947年における電車の稼動率は戦前の50％程度となり、都心の路線で使用する車両を確保するため、1945年6月から横須賀線、1946年2月から阪和線、同年8月からは中央線で機関車牽引の列車が運行されている。
この状況の改善のため、戦時設計の63系を大量生産用設計に手直し、かつ改良を加えた上で1945年度から1948年度にかけて導入している。1945年9月11、12日の全国工作課長会議において蒸気機関車287両、電気機関車95両、電車600両、客車1380両を1946年9月までに補充することを計画し、1945年9月14日にその発注が実施され、電車に関しては1945年度300両、1946年度310両の製造予定であったが、資材、特に電装品を中心とする資材不足により計画通り進捗せず、1946年10月に制御電動車460両、付随車60両の計画に修正されている。戦後製の63系はまず1945年度末までに41両が製造（車体竣工ベース）されたが、その後は1946年10月制定の臨時物資需給調整法に基づく指定生産資材割当規則により製造に必要な資材の配給統制が行われたことにより大幅に増産されており、1950年までに688両が導入されて戦後復興の一翼を担った。こういった63系の増備に加え、車両の保守に関しても戦前のレベルまで復旧させた結果、通勤通学列車の輸送力は1951年度には1936年度の2.95倍に増強されている。
しかし、終戦後すぐの時期に製造された車両は電装部品不足により、運転台付きの電動車として計画されながら主電動機や主制御器などの電装品がない状態のまま制御車代用となった車両も多く、さらに、運転台に装備する主幹制御器やブレーキ弁などの機器も省略して付随車代用となった車両も少なからずあった。なお、これらの車両の識別のため、1948年4月8日付の形式称号の特別措置により、「モハ」の記号を使用する電動車のうち、電動機を装備しない車両に対し「クモハ」（制御車代用）、電動機と主幹制御器を装備しない車両に対し「サモハ」（付随車代用）の記号を使用し、「クハ」の記号を使用する制御車のうち、主幹制御器を装備しない車両に対し「サクハ」の記号を使用することとなった。
1937年から1952年までの国鉄における年度別の電車の運用状況および導入状況は下表の通り。
| 年度別の電車運用状況および導入状況 | 年度別の電車運用状況および導入状況 | 年度別の電車運用状況および導入状況 | 年度別の電車運用状況および導入状況 | 年度別の電車運用状況および導入状況 | 年度別の電車運用状況および導入状況 | 年度別の電車運用状況および導入状況 | 年度別の電車運用状況および導入状況 | 年度別の電車運用状況および導入状況 | 年度別の電車運用状況および導入状況 | 年度別の電車運用状況および導入状況 | 年度別の電車運用状況および導入状況 | 年度別の電車運用状況および導入状況 | 年度別の電車運用状況および導入状況 | 年度別の電車運用状況および導入状況 | 年度別の電車運用状況および導入状況 | 年度別の電車運用状況および導入状況 | 年度別の電車運用状況および導入状況 | 年度別の電車運用状況および導入状況 |
| 項目                               | 項目                               | 1937年                             | 1938年                             | 1939年                             | 1940年                             | 1941年                             | 1942年                             | 1943年                             | 1944年                             | 1945年                             | 1946年                             | 1947年                             | 1948年                             | 1949年                             | 1950年                             | 1951年                             | 1952年                             | 備考                               |
| ---------------------------------- | ---------------------------------- | ---------------------------------- | ---------------------------------- | ---------------------------------- | ---------------------------------- | ---------------------------------- | ---------------------------------- | ---------------------------------- | ---------------------------------- | ---------------------------------- | ---------------------------------- | ---------------------------------- | ---------------------------------- | ---------------------------------- | ---------------------------------- | ---------------------------------- | ---------------------------------- | ---------------------------------- |
| 運用状況                           | 配置両数                           | 1597両                             | 1626両                             | 1641両                             | 1701両                             | 1758両                             | 1806両                             | 1951両                             | 2134両                             | 1998両                             | 1888両                             | 2202両                             | 2402両                             | 2416両                             | 2604両                             | 2658両                             | 2660両                             |                                    |
| 運用状況                           | 運用両数                           | 1486両                             | 1513両                             | 1527両                             | 1582両                             | 1633両                             | 1667両                             | 1776両                             | 1868両                             | 1596両                             | 1399両                             | 1677両                             | 1892両                             | 2102両                             | 2322両                             | 2357両                             | 2405両                             |                                    |
| 運用状況                           | 予備両数                           | 111両                              | 113両                              | 114両                              | 119両                              | 120両                              | 134両                              | 164両                              | 235両                              | 334両                              | 374両                              | 361両                              | 352両                              | 264両                              | 244両                              | 253両                              | 229両                              |                                    |
| 運用状況                           | 休車両数                           | -                                  | -                                  | -                                  | -                                  | 5両                                | 5両                                | 11両                               | 31両                               | 68両                               | 115両                              | 164両                              | 158両                              | 50両                               | 38両                               | 48両                               | 26両                               | 廃車前提の車両を含む               |
| 運用状況                           | 使用効率                           | 93.5 %                             | 93.3 %                             | 92.5 %                             | 93.0 %                             | 94.0 %                             | 92.5 %                             | 94.2 %                             | 91.0 %                             | 87.7 %                             | 80.0 %                             | 73.8 %                             | 75.5 %                             | 78.5 %                             | 84.1 %                             | 88.5 %                             | 90.5 %                             |                                    |
| 導入状況                           | 40系                               | 16両                               | 26両                               | 57両                               | 76両                               | 41両                               | 25両                               | -                                  | -                                  | -                                  | -                                  | -                                  | -                                  | -                                  | -                                  | -                                  | -                                  | 1932年より導入、1940年以降準戦時形 |
| 導入状況                           | 50系                               | 65両                               | 22両                               | 67両                               | 71両                               | 45両                               | 50両                               | -                                  | -                                  | -                                  | -                                  | -                                  | -                                  | -                                  | -                                  | 4両                                | 9両                                | 1934年より導入、鋼体化改造車       |
| 導入状況                           | 51系                               | 30両                               | 5両                                | 3両                                | 4両                                | -                                  | -                                  | 3両                                | -                                  | -                                  | -                                  | -                                  | -                                  | -                                  | -                                  | -                                  | -                                  | 1935年より導入、1940年以降準戦時形 |
| 導入状況                           | 52系                               | 8両                                | -                                  | -                                  | -                                  | -                                  | -                                  | -                                  | -                                  | -                                  | -                                  | -                                  | -                                  | -                                  | -                                  | -                                  | -                                  |                                    |
| 導入状況                           | 62系                               | -                                  | -                                  | -                                  | -                                  | -                                  | -                                  | 6両                                | -                                  | -                                  | -                                  | -                                  | -                                  | -                                  | -                                  | -                                  | -                                  | 鋼体化改造車                       |
| 導入状況                           | 63系                               | -                                  | -                                  | -                                  | -                                  | -                                  | -                                  | -                                  | 30両                               | -                                  | 374両                              | 307両                              | 122両                              | -                                  | 4両                                | -                                  | -                                  | 戦時形                             |
| 導入状況                           | 70系                               | -                                  | -                                  | -                                  | -                                  | -                                  | -                                  | -                                  | -                                  | -                                  | -                                  | -                                  | -                                  | -                                  | 67両                               | 51両                               | 34両                               | 以降1957年まで導入                 |
| 導入状況                           | 72系                               | -                                  | -                                  | -                                  | -                                  | -                                  | -                                  | -                                  | -                                  | -                                  | -                                  | -                                  | -                                  | -                                  | -                                  | -                                  | 21両                               | 以降1957年まで導入                 |
| 導入状況                           | 80系                               | -                                  | -                                  | -                                  | -                                  | -                                  | -                                  | -                                  | -                                  | -                                  | -                                  | -                                  | -                                  | 73両                               | 113両                              | 24両                               | 20両                               | 以降1958年まで導入                 |
| 1. 2. 3. 4.                        |                                    |                                    |                                    |                                    |                                    |                                    |                                    |                                    |                                    |                                    |                                    |                                    |                                    |                                    |                                    |                                    |                                    |                                    |

## 構造

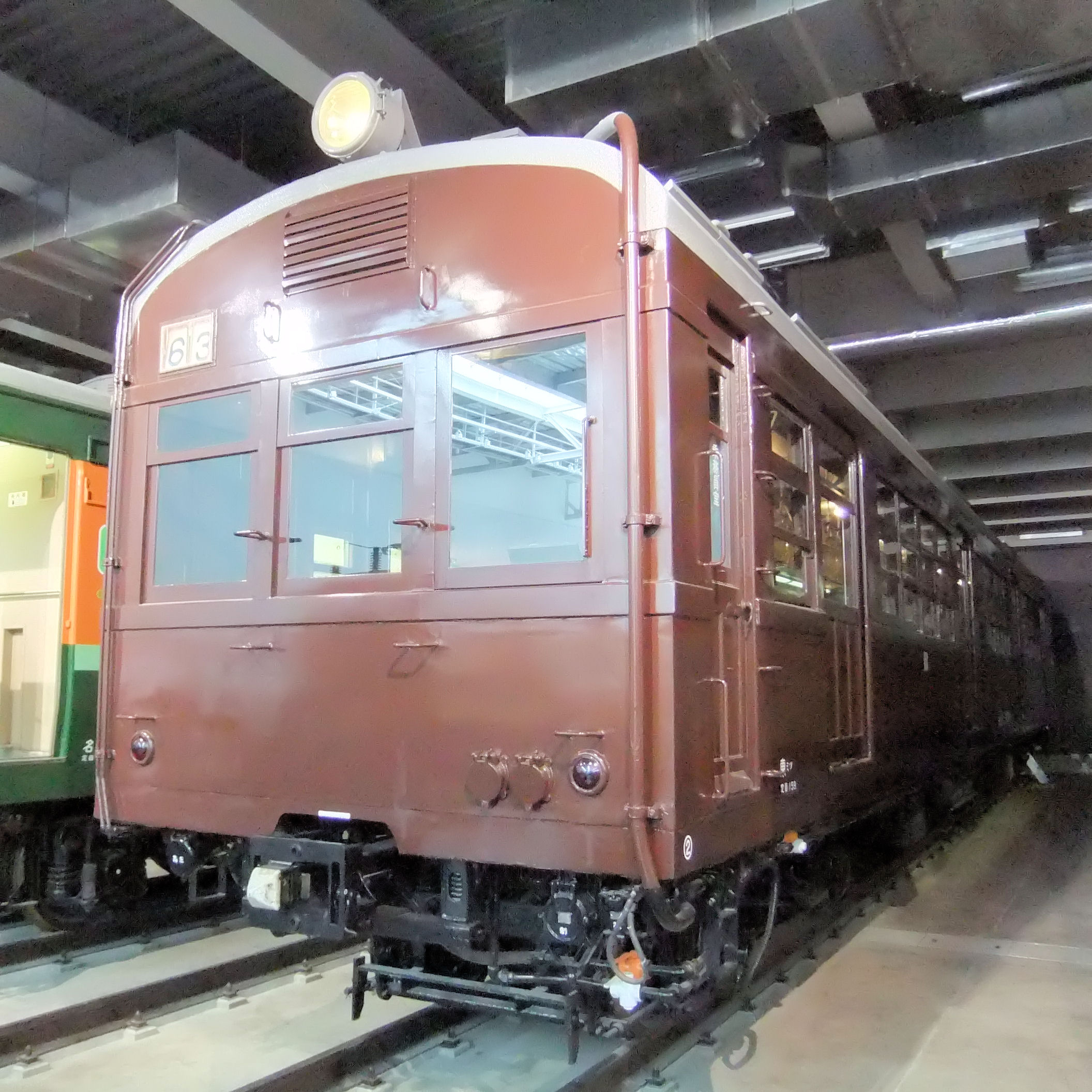
切妻の正面が特徴のモハ63形、構体骨組は一般規格品の溝形鋼・山形鋼を多用して構成される （復元されたモハ63638）

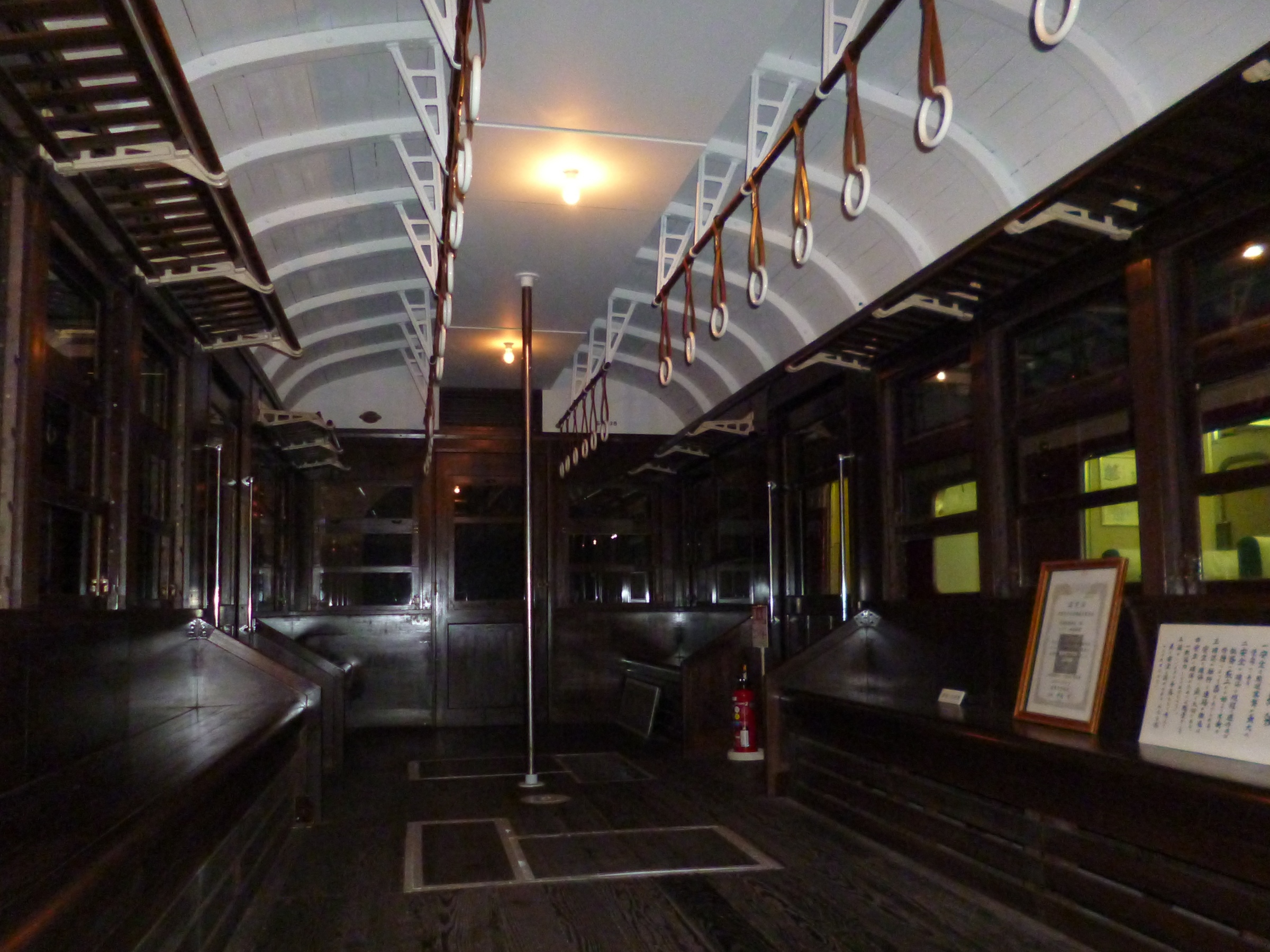
屋根鋼体の骨組みが露出・座席が板張りの内装 （復元されたモハ63638）

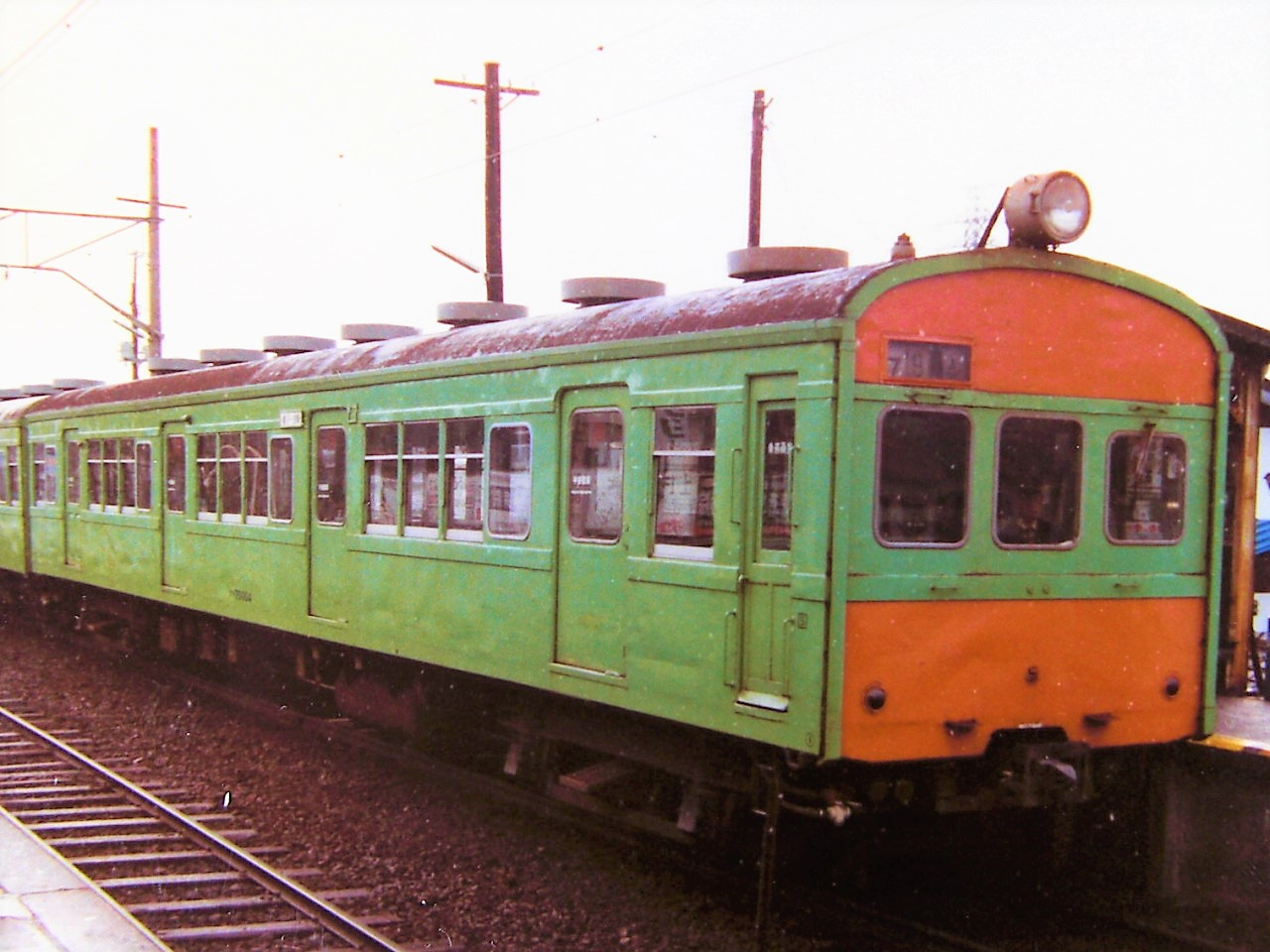
鋼体化改造車のクハ79004、前面裾部の台枠下部が連結器に向かって斜めに下がる形状である点が新製車と異なる、古市橋駅、1980年12月26日

### 概要
戦時設計は「戦争に勝つまでの間、数年保てば良い」という思想のもとに資材を可能な限り切り詰め、かつ極限まで輸送効率を追求したと形容されるものであるが、本形式の設計は資材の節約よりも製造工程簡易化を主眼としたものと見られており、また、一部車両の台車や主電動機などに戦災車のものが使用されている。しかし、戦争による産業の疲弊に由来する資材不足によって、戦後も戦時設計に若干の改良の加えたのみの設計で製造され、1946年度製の車両までは床下配線には電線管を用いず棚配線としたことと、電線被覆の不良などの絶縁物不良・不足等の絶縁関係の脆弱さによる事故が発生している。特にPS11および本形式が使用したPS13集電装置における絶縁対策の不足は後に桜木町事故の要因となるなど、問題の多いものであった。
一方、戦後になって国鉄は1947年以降、電車に関する新技術の開発に取組んだが、当時生産されていた国鉄電車は本系列のみであったため、新技術の試験にも利用された。
戦時設計に拠るモハ63形、サハ78形の車体設計における特徴は以下の通り。
- 輸送力増強のため、乗降扉を片側4箇所とし、扉幅はそれまでの標準の1100 mmから1000 mmとしたが扉開時の引残りを縮小して950 mmの有効幅を確保。また、車体長の延長および乗務員室の短縮により客室面積を増大し、一方で、側面窓を、中段を固定、上段および下段をそれぞれ上昇式とした3段窓として立席客に対する換気を図ったほか、妻面にもベンチレーターを設置して換気量を確保。1944年度製の車両については、吊手を片側2列配置とした。その後の車両は荷物棚前に手すりを新設した。
- 鋼材種別の集約のため、台枠の中梁、側梁、横梁および端梁を180 × 75 × 7 mmの溝形鋼に統一したほか、鋼体に使用する山形鋼についても不等辺のものを使用せず、100 mm、75 mmおよび65 mmの等辺のもの3 種に集約し、鋼板は6 mm、3.2 mmおよび1.6 mmの3種とした。
- 資材使用量低減のため、車体の外板は従来の2.3 mm厚の鋼板のほか1.6 mm厚のものも使用可能としたほか、銅合金を使用したねじ類を廃止、車体の断熱材をフェルトから断熱塗料に変更（一部の車両はそれも省略）、天井の中央部分以外のベニア板製天井板を省略。
- 工程の簡易化のため、車体妻の形状を切妻とし、運転室側の貫通扉を省略したほか、構体の柱や垂木類のプレス加工材を山形鋼（圧延材）に変更、柱キセ（カバー）の形状および取付方法を簡易化、乗降扉上部の型帯を省略、錆止塗装工程を一部省略。

また、電気機器類の設計における特徴は以下の通り。
- CS5主制御器は戦時設計に対応するための設計変更が困難であったため[2]、以下の変更を実施したに留まる。
  - 主電動機の直並列切替用接触器（K1からK4までの4個）のうち、2個直列で配置されていたK1、K2のうち1個を省略。
  - 制御回路のうち、運転台でのスイッチ操作により[54]ラッシュ時等に一時的に限流値を上げて加速力を確保するため[55]に設けられたRL25A限流継電器の加速コイルおよびその直列抵抗を省略。
  - カム接触器駆動用空気シリンダを引抜鋼管のものから鋳鉄製のものに変更。
- 主回路ヒューズおよび母線回路ヒューズを省略。
- 母線回路用断路器を省略。
- CS9弱界磁接触器を省略。

一方、国鉄電車の台車と車輪は1943年から戦時設計のものとなっているが、モハ63形、サハ78形にもこの台車・車輪が使用されたと推測されており、その主な内容は以下の通り。
- 動台車のTR25（後のDT12）の揺枕下梁、揺枕ピン、車軸受金に代用材を使用。
- 車輪のタイヤの止め輪を省略。

### 車体

#### 車体
車両長は従来車と同じく20 mとされたが、連結器長を縮めて車体長を19.5 mに延長して収容力を増加させた。また、幅1000 mmの片開き扉を片側4か所に設置した。満員のラッシュ時の換気に配慮して、屋根には太い煙突状の筒に覆いを被せた形の大容量のグローブベンチレーターを装備し、妻面幕板部にもヨロイ戸式ベンチレーターを設けた。また立席客への換気促進およびガラスの節約を目的として、側面窓は中段は固定、下段と上段がそれぞれ上方に開けられる3段式となり、ガラスの節約のため窓の桟を増やした車両もあった。
台枠はモハ63形はUF117、サハ78形はUF118、鋼体化改造車のクハ79形はUF118Aを使用している。戦前形の車両は中梁に250 × 90 × 9 mm、側梁に150 × 75 × 6.5 mmの溝形鋼を使用し、端梁・横梁等にプレス鋼を使用していたが、UF117およびUF118では資材節約と工程簡略化のため中梁・側梁・端梁・横梁を全て180 × 75 × 7 mmの溝形鋼に統一し、全て溶接にて組立てているほか、枕梁も中梁・側梁と180 × 75 × 7 mmの溝形鋼、6 mm厚鋼板、100 mmの山形鋼を組立てたものとしている。一方、UF119Aは木製電車用のUF13（電動車用）・UF14（付随車用）を使用して改造する予定であったが、図面が残存しておらず詳細構造は不明であるほか、実際に木製電車用台枠を流用して製造されたのは3両のみとの記録がある。
車端部の形状は工作の簡易化のため単純な切妻構造とされた。さらに1947年製の車両までは、雨樋はが扉上部に水切り状のものを取り付けたのみとされた。また、同じく1947年製までの車両は、鋼材の節約のため外板は在来の電車の2.3 mmより薄い1.6 mm厚とすることも可能とされ、施工に手間がかかる上にカーバイドや酸素を消費する歪み取り措置も省略された。また、車体下部の台枠部分の外板の下半部が省略されて台枠側面が露出している（ただし汽車会社製の1946年10月製造車には、台枠下端まで外板を張った車両がある）。車端貫通路の渡り板も省略された。

#### 車内設備
内装では、天井板が省略されて木製の屋根板と鋼製の骨組みが露出しており、照明はカバーのない裸電球8個であった。1944年製の車両の座席はドア脇の床に置かれるドアエンジンを覆う部分8箇所のみに通常の長さの半分の1750 mmのものが設置され、また、クハ79形の79025はドアエンジンを鴨居部に設置して座席を4箇所とした。量産車のモハ63形でも、主として1946年製の車両までは腰掛のクッションとモケットを省略してベンチのような板張りの腰掛とし、背摺も省略して車体内装板が露出し、資材の入手状況によっては塗装や合板の質を低下させていた。こういった本形式の内装の状態に対し、鉄道研究家の沢柳健一は最初に運行を開始したクハ79形に関し、 
食パン形の妻面と屋根上の通風器の形態にまず一驚し、車内に入って二度びっくり、単車時代をほうふつさせる肋骨（垂木）のむき出し天井には鶏小屋か何かに入ったようで、乗った人は次の駅で乗りかえたというエピソードまである。—沢柳健一、ロクサンという名の電車
と評しており、同じく鉄道研究家の長谷川明は 
室内は天井内張りの全廃による「肋骨天井」に裸の白熱電球、背ずりなしの板腰掛はドアエンジン部のみ、釣手は2列のダブル配列の車輌もあり、その材料は動力伝導材料の古ベルトや竹材、木棒、ワイヤーロープなどという、貨車と見まがうアコモデーションは、まさに「史上最低」と言って良いものだった。—長谷川明、鋼体化国電モハ50系とその仲間たち
と評している。
終戦後、資材不足が収まるにつれて、天井板や座席が整備され、1948年から座席の座面に布（モケット）を張り、照明はグローブ付きに、扉は鋼製もしくは軽合金製となった。1950年にモハ63形として最後に製造された4両（63855 - 63858）は、 川崎車輌の見込み生産分の購入と伝えられている車両であり、三段窓であるものの、内装、座席など、接客設備面について、戦後の標準的な水準となっている。

#### ジュラルミン製車体
1946年に川崎車輛（現・川崎車両）で製造された6両（モハ63900 - 63902・サハ78200 - 78202）は、航空機用材料のジュラルミンを使用して試験的に製造されたもので、骨組みは普通鋼、床板と荷物棚は木製、座席は布張りで、外板および室内の吹寄、乗務員室仕切、腰羽目板、天井、窓枠、扉類、吊手棒受、荷物棚受などをジュラルミン製として製造された。これは終戦により余剰となった航空機用ジュラルミンを活用したもので、事実上日本で初めて車体の主要部分に軽合金を用いた電車である。
外板は1.6 mm厚のジュラルミン板を鋼製の構体骨組に6 mm径のリベット留めしたもので、クリアーのアクリル塗料を塗った銀色に細い緑色（製造中は赤色）の帯が入るものであったが、その後、クリア塗装での再塗装には手間がかかるため1948年にフタル酸樹脂エナメル塗料によって鋼製車と類似の塗装が施された。内装は同じくジュラルミン板を木製の内部構体に木ねじ留めとして外板と同じくクリアラッカーで仕上げたもので、照明に蛍光灯を試験的に採用したため車内も明るく、「ジュラ電」と呼ばれて注目を集めた。
しかし、ジュラルミンは腐食しやすかったことに加え、骨材と外板との間に浸入した水により局部電池が形成されることで電蝕が進行し、本車両においても7年程度使った時点でジュラルミンの腐食が見られる状況であった。抜本的対策として1954年に試作を兼ねて6両とも全金属製車体（外板は普通鋼、内装はアルミ）に改造された。

### 走行装置

#### 台車

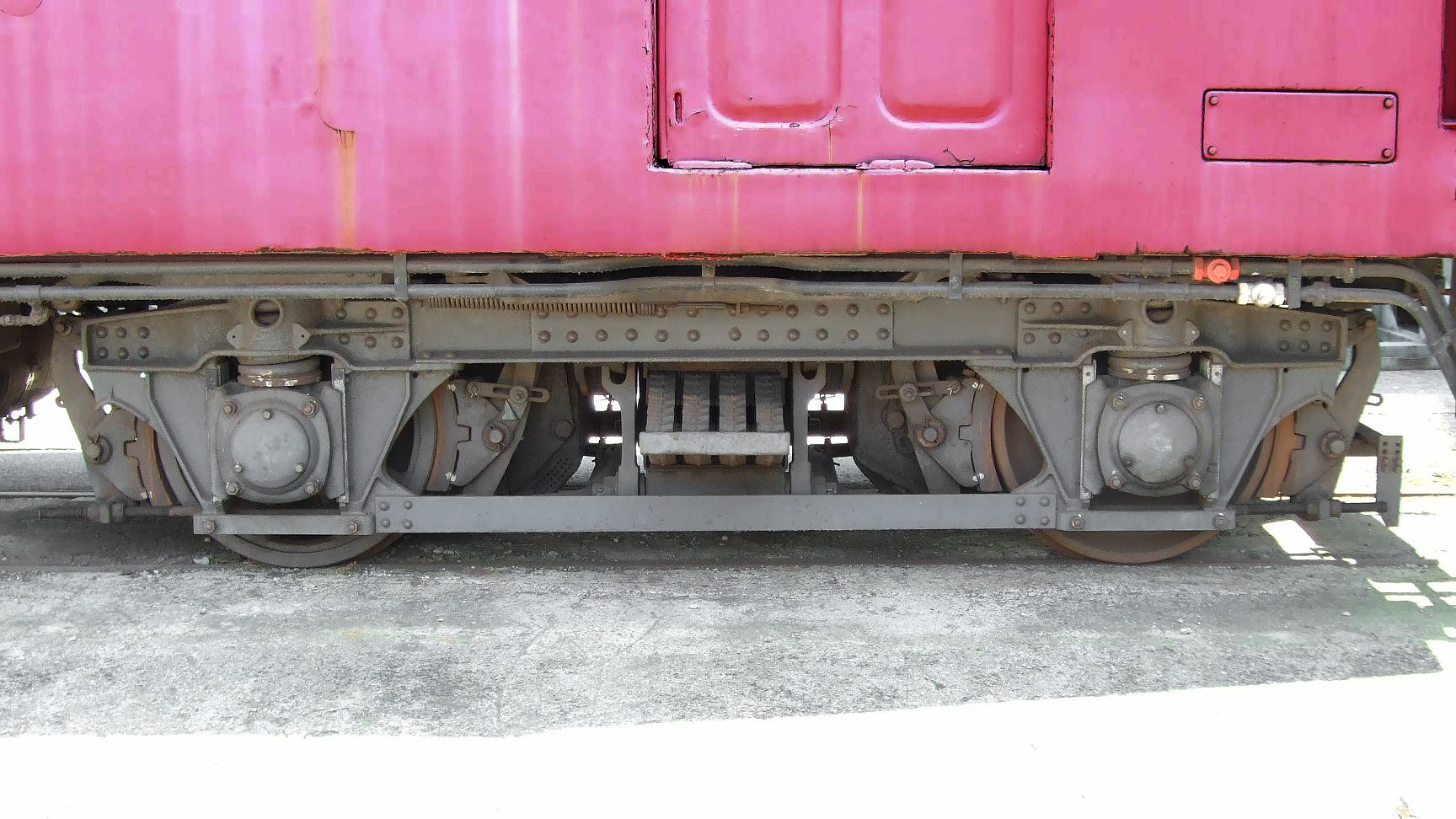
DT13形台車（クモヤ740形のもの。同形はモハ63形をモハ72形に改造したあと再改造した車両）

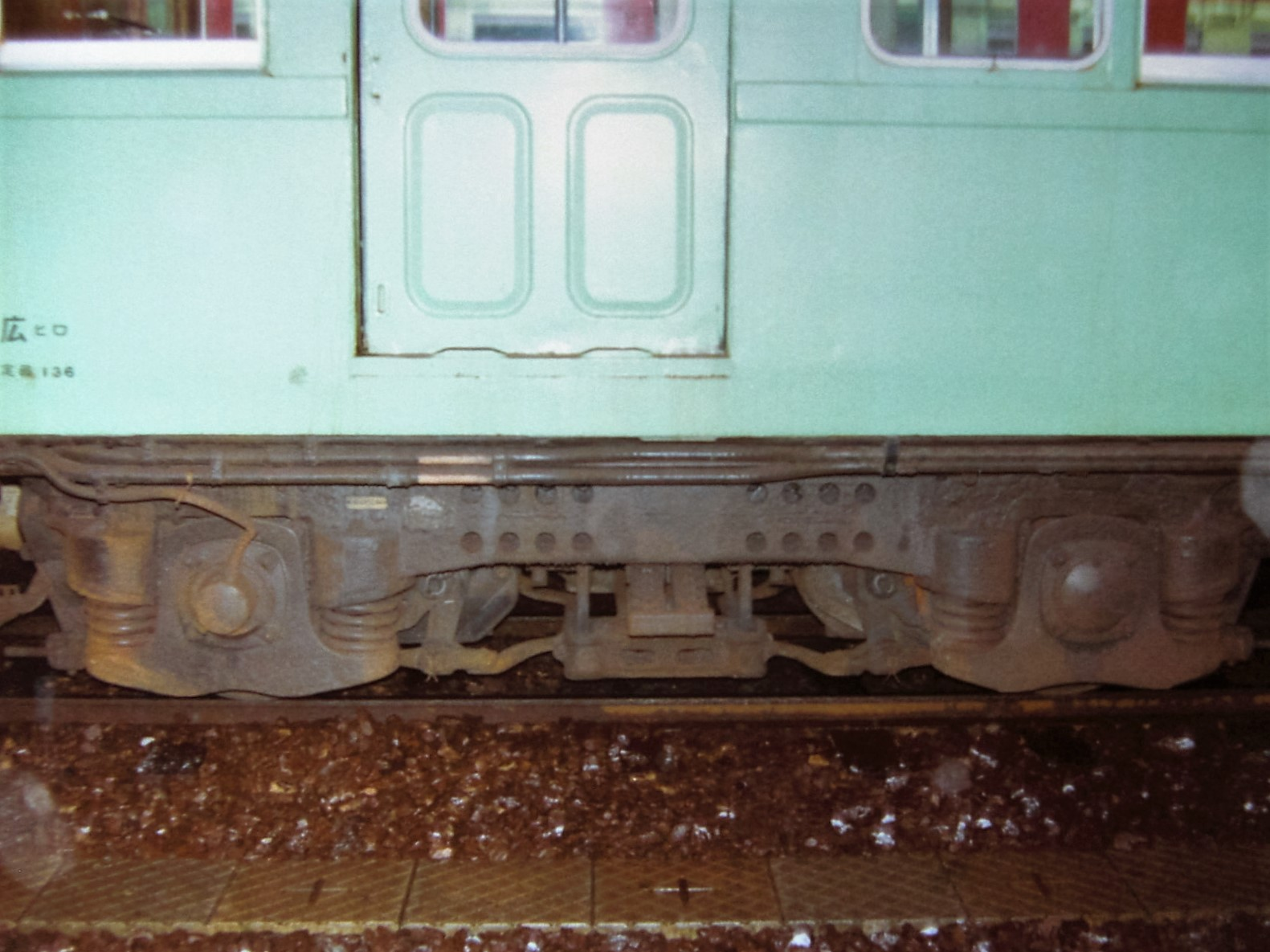
DT14形台車 クモハ73313が履いていた物　1980年12月26日　可部駅にて

63系の標準的な台車は当初、戦災車から転用したものであったので、戦前からの鉄道省標準型である鋳鋼製軸箱部と型鋼による側枠を組み合わせたペンシルバニア形軸ばね式台車のDT12(TR25)であった。
第二次世界大戦後、国内の軍需のなくなったベアリング工業を民需に転換して存続させるため、車軸の軸受にはころ軸受の使用を拡大することとなり、DT12の平軸受をころ軸受に変更したDT13（TR25A、のちTR35）が開発され、以後このタイプが63系の標準台車となった。これには起動抵抗や軸受の発熱を減少させ、メンテナンス性を改善できるメリットがあった。
また、1948年以降のモハ63形の一部には扶桑金属工業（現・日本製鉄）製で鋳鋼製台車枠を持つ台車が用いられた。ウイングバネ式のDT14と軸バネ式のDT15があり、両者は多くの部品を共用している。DT15は、80系電車に用いられた高速型台車であるDT16の原型となった。

#### 主電動機
当初、戦前の標準型であるMT30（端子電圧675V時定格出力128 kW/780 rpm（全界磁））を搭載したが、1948年頃から改良型のMT40を搭載し、その後、一部の車両はMT40A（いずれも端子電圧750V時定格出力142 kW、定格回転数870 rpm（全界磁））を搭載したと推測されている。MT40系は端子電圧差を考慮するとMT30と性能上の差はないとされるが、電機子軸受にころ軸受を採用し、独立した冷却ダクトを持ち、本体の冷却風道も改良されているMT40系の方が優れていたと考えられている。そのためか主電動機をMT30からMT40に交換した車両があり、これによって捻出されたMT30を戦前型国電に搭載して出力増強をした事例もあったとされる。実際に70系投入後の横須賀線において、戦前型のモハ43形をモハ53形やクモハ50形に改造した例、阪和線にてモハ52形の主電動機がMT16からMT30に一部交換されていた例等が見られるものの、主電動機は車両の外観からは観察しにくいため、それらの動きを明示した文献は、今のところ見出されておらず、はっきりしないのが実情である。

#### 集電装置
パンタグラフは、戦前の標準型のトラス構造を用いたPS11は用いられず、戦時中に新たに開発されたPS13が搭載された。トラス構造を横控に変更したラーメン構造で、下半分の部材には通常の鋼管を使わず、鋼板を折り曲げて部材を構成していた。
主軸のベアリングは従来通りころ軸受であったが、それ以外の部分は平軸受とするなど全体に構造を極端に簡素化したものであった。そのため当初は強度不足による歪みも頻発し、のちに補強を余儀なくされるものも存在した。しかし、架線への追随性能に大きな問題はなく、広範に用いられ、101系電車の初期製造グループまでこのパンタグラフを搭載していた。

#### 主制御装置
モハ63形は、戦前からの標準型であった電空カム軸制御器のCS5（直列5段・並列4段・並列弱め界磁1段。弱め界磁率60%）を搭載していた。
運転台の主幹制御器は戦前以来長らく標準的に採用されてきたMC1Aを搭載する。

#### ブレーキ装置
戦前製の形式と同じく、長編成に対応した電磁自動空気ブレーキの「AE電磁空気ブレーキ」を装備している。床下のA動作弁および電磁吐出弁（Electro-pneumatic valve）と運転台のME23ブレーキ弁で構成される元空管ダメ式自動空気ブレーキとなっており、モハ63形が搭載するものはMAE空気制動装置、クハ79形のものはCAE空気制動装置、サハ78形のものはTAE空気制動装置と称されている。

#### その他
1943年計画（1944年製）の車両には防空法および灯火管制規則に基づく灯火管制のための灯火管制装置が装備されていた。この装置は床下に設置されて室内灯および予備灯、前照灯を警報の段階（空襲警報甲および空襲警報乙）に応じて一括して減光をするもので、運転室のスイッチ操作により動作するものであった。

### 改造

#### 改良工事等
配線引替
被覆電線の腐食による事故が発生し始めたため、モハ63形について配線引替工事を1949-50年に140両、その後さらに123両に実施しており、その内容は、補助回路の引通し線を12芯ケーブルとして電線管に納める、制御回路をジャンパケーブルに変更し電線棚に配置する、高圧補助回路を電線管に納める、低圧補助回路をゴム管配線とする、主回路配線を引替える、というものであった。
低圧引通用電気連結器の変更
電車の低圧引通用の電気連結器は、東京鉄道局配置の電車は大正初期には7芯のKE50が2基、その後1927年以降は戸閉回路用にKE50を1基増設して計3基が設置されていた一方で、1933年2月から大阪鉄道局に配置された電車には12芯のKE52が2組設置され、東京地区と大阪地区で電気連結器が異なっており、この区分は63系においても同様であった。その後、低圧引通用電気連結器は12芯の電気連結器2基に統一されることとなり、東京鉄道局配置の電車について、1946-49年度に63系を含む計1294両が改造されている。
断流器の増強
電車の主電動機容量の増大と運転数の増加に伴う使用電力量の増大に伴い、変電所やそこで使用される変成器も容量の大きいものとなっていったことにより、変電所における運転電流と事故電流との判別が困難となり、事故時に変電所での事故電流の遮断ができない可能性が高くなったため、車載の断流器の遮断能力の強化を図ることとなった。戦前の電車の多くや63系が搭載していたCS5主制御器は高速度減流器もしくは高速度遮断器は装備せず、主制御器本体内に設置されたRL5過電流継電器およびSR5断流器によって事故電流を遮断する方式であったが、1946年5月に電気機関車用のSR105断流器を電車用に変更したSR106断流器が日立製作所で開発され、これの試験結果から遮断容量が大幅に増加し、事故電流の遮断不能事故を防止可能とされたため、1948年度の改造工事ではこのSR106断流器もしくは、断流器内に過電流継電器を内蔵せずにCS5内蔵のRL5過電流継電器を使用するSR106Aをモハ63形200両に搭載している。なお、これと同時に母線断路器および母線ヒューズの未設置の車両にはこれを搭載したほか、旧形の高圧ツナギ箱を新設計のものに改良している。
桜木町事故に伴う火災対策

#### 試験品の搭載
試作電動カム軸式制御器試験
1948年からモハ63形約20両に、構造が簡素で軽量となった試作電動カム軸制御器を搭載して約3年間実用試験を実施した。この試験結果を受けて電動カム軸式制御器のCS10（直列7段・並列6段、並列弱め界磁1段。弱め界磁率60%、弱め界磁/起動減流抵抗による減流起動機能付き）が制式化され、1951年製作の80系や70系などに搭載、さらに翌1952年以降は弱め界磁率を60%と75%の2段構成に改良したCS10Aが、それらの各系列と本系列の改良型である72系にも搭載された。このCS10では直並列切り替え時に牽引力の低下がほぼ発生しない「橋絡わたり」接続が国鉄電車用制式制御器では初めて採用され、主回路制御段数の多段化と共に加速時の衝動を低減した。
試作台車試験
サハ78形には川崎車輌製のOK1や三菱三原車両製のMD1を装着して試験が行われた。
蛍光灯試用
1946年2月にモハ63028に蛍光灯を設置して横浜線で試用し、その後1947年に製造されたジュラルミン車体のモハ63900 - 63902およびサハ78200 - 78201にも蛍光灯が採用されたが1948年に白熱電球に交換されている。その後、1948年には東京芝浦電気（現東芝）および小糸製作所製で100 V/17 Wの直流蛍光灯を蒲田電車区のモハ63形22両に各車10 - 15灯を何種かのパターンで設置し、9月から約3ヶ月間京浜東北線で試用しているが、これらの車両も試験後に白熱電球に戻されている。
高速度減流器の試用
CS10主制御器に使用されていたCB7断流器に代わる三菱電機製の高速度減流器であるHB414を1950年1月にモユニ81006およびモハ63524に搭載して試用している。
PB2A制御器の試用
1943年に鶴見臨港鉄道が国鉄に買収された際に、当時同社の電車に搭載するために東京芝浦電気に発注して製造途中であったPB2A主制御器2基が国鉄に引継がれ、その後国鉄に納入されているが、これを1950年12月に大井工場でモハ63630、モハ63848に搭載して試用している。この主制御器は、力行時の加速度の確保と衝動の低下を目的に開発されていたが第二次世界大戦の影響により開発中止となった、油圧カム軸式の多段式制御器である予定形式CS8と同様の設計のものであった。

#### 他形式への改造（戦災復旧）
1945年5月24日の空襲により蒲田電車区で被災したクハ79009は1946年11月28日に廃車となったが、関東工業で車体骨組みを一部使用して70系客車として復旧されて1949年3月11日にオハ71 123となり、その後1950年8月14日には荷物車のマニ74 9に再改造されて1964年まで使用されている。

## 製造

### 製造メーカー
鋼体化改造車として製造されたクハ79形は50系と同じく省工場で製造されており、担当工場は以下の通りであった。
- 大井工機部、大宮工機部

一方でモハ63形およびサハ78形は車両メーカーで製造されており、担当会社は以下の通り。
- 川崎車輛、汽車製造東京支店、田中車輌/近畿車輛（1945年に社名変更）、日本車輌製造本社、日本車両製造東京支社

また、当時の電車は車両メーカーから完成した車体・台車が納入された後に国鉄の工場で配線や電機品を搭載する電装工事を制御車・付随車を含めて実施していたが、戦後モハ63形を製造した際には国鉄の工場は既存車両の復旧整備を担当していたため、ほとんどの車両の電装工事を外注することとなった（戦時中製造のモハ63形は全車非電装）。電装工事は車両メーカーが自社で製造した車両の一部について実施をしたほかは車両メーカーとは別の電機メーカー等が担当し、さらに、一部車両は従来通り国鉄の工場が担当しており、それぞれの担当会社・工場は以下の通りであるが、戦後すぐの時期には電装品が確保が難しく、電装に6ヶ月から約1年を要した車両もあるほか、付随車として使用するだけの電装をするだけでも数ヶ月から約6ヶ月以上要した車両もあった。
- 電装工事も実施した車両メーカー：川崎車輛、汽車製造東京支店、近畿車輛、日本車輌製造本社
- 電装工事を担当した電機メーカー等：小糸製作所、東京芝浦電気（現東芝）、東京電機、三菱電機
- 国鉄工場：大井工場、吹田工場

### 年度別製造概要
製造年代毎の、試作・試験品の使用などを除く主な設計変更点や特徴などは以下の通り。なお、予定製造数の変更や、材料入手の関係などで必ずしも年度毎の変更とはなっていないほか、製造途中や一部車両のみの変更もあり、不明点が多い。
また、モハ63形のうち1944年製（14両）の全車および1946年製（335両・私鉄割当車を除く）の一部は電装品の供給が間に合わず未電装のまま運行されている。その内訳は付随車として使用された車両が103両、制御車として使用された車両が2両であり、このうち付随車代用の9両は1947-48年に電装品を装備して制御電動車化されているが、一方で事故復旧時に制御電動車から付随車となった車両と、制御車から付随車となった車両が各1両存在する。
1944年度（30両）
- モハ63形は番号に関わらず全車奇数向きで非電装[85]。
- 台車はモハ63形に流用したTR25（DT12）、サハ78形に同じく流用したTR23を使用したが詳細は不明[85]。
- モハ63形の運転台機器は撤去品を使用することとなっていたが、実際には設置されていないと考えられている[85]。
- モハ63形、サハ78形の室内は座席半減（1750 mm幅8箇所）、吊手は片側2列/計4列[85]、荷棚は鋳鉄製の棚受に板張りの棚を設置したもの[87]。
- クハ79形の室内は、座席半減（1750 mm幅・8箇所）、吊手は通常のものもしくは片側2列/計4列、天井は2両を除き中央部も天井板を省略したものとしているが[60]、特にクハ79025は荷棚は前部に握り棒を設置したもの[60]であるほか、座席は1750 mm幅のもの4箇所、室内の内張は天井のほか戸袋部を除き側壁面も省略されたものとなり、乗務員室内機器も未装備[88]。
- 座席の座面は奥行380 mmの板張りで、背摺は設置されず客室内張壁面を背摺代わりとした[89]。

1946年度（374両）
- サハ78形は100番台となり、サハ78100より付番[90]。
- モハ63形のうち約100両は未電装[85]。
- 台枠は形式の変更はないものの、横梁・床受梁・根太受梁・根太の位置を変更し、補強の当板等を追加[85]。また、窓上の幕板帯と窓下の外帯をいずれも75 mm × 9 mmのものに変更し、これに併せて帯キセ（ウィンドウ・シル/ヘッダー）の幅を変更したほか、屋根鋼体の構造を一部変更[91]。
- 座席は所定数を装備し[85]、座席下には暖房器を設置[注釈 30][92]。木製座席は奥行きを430 mmに変更し、座面上部の形状を曲面に変更[93]。また、モハ63形のうち一部（日本車輌・日本車輌東京支店・川崎車輛製のそれぞれ一部）は座席の座面にクッション付のものを使用[94]。
- 吊手は片側1列/計2列の通常のものを装備し、荷棚は前部に握り棒を設置したものを使用[87]。
- 台車はモハ63形はTR35（DT13）を基本として流用品のTR25（DT12）も使用し、サハ78形は初期には流用品のTR23を、サハ78117前後の車号の車両からTR36を使用[85]。
- モハ63形に、従来省略されていた（1944年度製は全車未電装であったため該当車両なし）CS9弱界磁制御器を搭載（一部車両は未搭載）[95]。
- モハ63900 - 63902、サハ78200 - 78202は車体をジュラルミン製とし、座席座面および背摺りをクッション付、扉を合金製、天井板付、室内灯を蛍光灯とする[90]。

1947年度（307両）
- モハ63形は500番代となり、モハ63500から付番[90]。
- モハ63形の一部（川崎車輛製20両および汽車製造東京支店製10両）を除き、運転室が全室となり、天井板（ベニア板を基本とし、板幅が不足する部分は金属製飾帯を設置[85]）が設置される[90]。
- 約7割の車両の扉を鋼製もしくは軽合金製に変更したほか[90]、鋼板屋根とする計画および図面が存在するがこちらの対象車両は不明[91]。
- 台車はモハ63形はTR35（DT13）を基本としてモハ63668 - 63692（偶数）はTR35A（DT13）を使用し、サハ78形はTR36を使用[85]。
- モハ63形に、従来省略されていた母線回路用断路器、母線回路用ヒューズを搭載、主抵抗器の構成を変更（一部車両は未変更）[96]。また、主電動機をコロ軸受・並列通風のMT40に変更し[85]、客室内から主電動機までの通風用のダクトを設置[97][注釈 31]。また、主制御器が並列接続時の主電動機の組み合わせを各台車1基ずつの2基並列から、各台車毎の2基並列に変更[85]。
- 床下配線を木製の電線棚から鋼製の電線ダクト内への配置に変更[99]し、低圧引通用の電気連結器を12芯のKE52を2組に変更[90]。

1948年度（122両）
- モハ63形の一部（川崎車両製7両、汽車製造東京支店製15両、近畿車輛製7両）を除く車両とサハ78形全車に雨樋を設置[90]。
- モハ63形の天井を全面ベニア板張りに変更し、サハ78形も同様であるとされているほか、乗降扉は鋼製プレスのものを基本とする[85]。
- モハ63771以降（奇数）およびモハ63802以降（偶数車）とサハ78形の座席座面をクッション付きに変更、木製の背摺を設置[90]。
- モハ63791以降（奇数）およびモハ63802以降（偶数車）とサハ78形の天井灯にグローブを設置[90]。
- 台車はモハ63形のTR35(DT13)を基本とし、モハ63694 - 63718（偶数）はTR35A（DT13）、モハ63802 - 840はTR37（DT14）、モハ63771 - 63839はTR39（DT15）を使用し[85][注釈 32]、サハ78形はTR36を使用[85]。
- モハ63形の集電装置をPS13Aに変更し[85]、主電動機を年度途中からノーズ形状を変更したMT40Aに変更（詳細の車号は不明）[85]。

1950年度（4両）
- 正面窓上の運行灯を2桁から3桁に変更、側面窓に窓錠および鎧戸式の日除を設置、座席背摺をクッション付のものに変更、天井を中央部が一段下がった2段のものから段差なしのものに変更して通風口を設置、天井灯をグローブ付2列配置に変更、運転室背面仕切壁に窓を設置[90]。
- グローブ式ベンチレーターを側面上部を内側に折込んだ形態のものに変更[85]。妻部上部に設置されていたベンチレータは廃止。
- 主制御器にCS5A、弱界磁接触器にCS9Aを使用したほか、主電動機はMT40A、遮断器はSR106Bを使用し[85]、台車にはTR37（DT14）を使用[90]。

## 他形式からの編入
1944年に32系のサロハ46形およびサロ45形の一部を4扉化改造した21両が1944年製のサハ78形の78001-78008に続く78009-78034（欠番あり）となっている。また、32系のクハ47形および42系のクハ58形、クロハ59形を改造して4扉の制御車であるクハ85形28両となっていたものが、1949年に鋼体化改造のクハ79形の79001-79025（欠番あり）に続く79031-79066（欠番あり）に改番されている。
一方で42系の制御電動車を4扉化改造された車両は、主電動機が高出力化されなかったためか63系には編入されておらず、モハ42形を改造した車両は新モハ32形（32000-32002。横須賀線用の32系モハ32形とは異なる）、モハ43形を改造した車両はモハ64形（64003-64023。欠番あり）となり、モハ64形はさらにその後モハ31形（31000-31013。欠番あり）とされている。

## 私鉄での導入

### 運輸省による割当
戦後の私鉄各社は第二次世界大戦中の酷使や戦災の結果多数の電車が損耗し、私鉄および軌道事業者における戦災等による被災車は2133両と国鉄の被災車542両を大きく上回っており、一方で買出し客を中心に輸送需要が増加したことで、著しい輸送力不足となっていた。
そのため、運輸省は戦後発注した600両の電車のうち、1946年度分の中から約120両を63系が入線可能と思われる私鉄に割当て、その分の中小型車を割当てた会社から地方中小私鉄に譲渡させる制度を設け、その際の譲渡価格の算定式なども定められていた。割当て先は鉄道軌道統制会（1945年12月に解散し、同月に日本鉄道協会として再発足）が検討・審査を行い、東武鉄道、東京急行電鉄（小田原線・江ノ島線→現・小田急電鉄、厚木線→現・相模鉄道）、名古屋鉄道、近畿日本鉄道（南海線→現・南海電気鉄道）、山陽電気鉄道の5社に対し1948年までに合計120両が供給された。一方、京阪神急行電鉄と西武農業鉄道（→現・西武鉄道）は割当てを辞退している（西武には割当てにより2両（モハ63092、モハ63094）入線したが、何らかの障害があったらしく、モハ50012、モハ50118と交換した）。
割当てられた63系は、運輸省が国鉄分も含め一括発注した中から各私鉄に割当てたため、4両（東武・東急各2両）を除き省番号を持ち、実際に車体へ記入されたものも存在するが、省に車籍編入されたことはない。
東武鉄道

40両が割当てられて6300系となり、代わりに上信電気鉄道、上毛電気鉄道、新潟交通、長野電鉄、高松琴平電気鉄道、上田丸子電鉄に車両が供出されている。その後名古屋鉄道から14両を譲受した。1952年に7300系と改称。1959年以降、新造車体への載替え改造を実施した。
東京急行電鉄
20両が割当てられて1800形となり、小田原線・江ノ島線に8両、厚木線に12両が投入されて、代わりに東京急行電鉄各線の車両の中から庄内交通、京福電気鉄道、日立電鉄、静岡鉄道、高松琴平電気鉄道に車両が供出されている。1947年の東急の経営委託解除の際に6両は小田原線に移動したが残る6両が相模鉄道の所有となって1951年に改番されて3000系となり、その後1964-66年に車体更新を実施して3010系となった。小田急電鉄では、1948年に名古屋鉄道から譲受した6両を編入し、その後1957年以降に車体更新を実施した。
名古屋鉄道
20両が割当てられて3700系（初代）となり、代わりに野上電気鉄道、熊本電気鉄道、山陰中央鉄道、尾道鉄道、蒲原鉄道に車両が供出された。しかし、名古屋本線に当時存在した急カーブ（枇杷島橋梁付近）が通過できず、運行可能な区間に制約（栄生以東に限定）があったため十分に活用できなかった。そのため、従来車の車両限界に合わせた運輸省規格型車両である3800系（割当て20両、その後1954年まで増備して計71両となる）の割当てを受け、3700系は1948年に東武鉄道へ14両、小田急電鉄へ6両譲渡された。なお、名古屋鉄道が独自に20 m4扉車を導入したのは1979年（地下鉄直通車の100系）である。
近畿日本鉄道
20両が割当てられ、モハ1501形となり、代わりに福井鉄道と淡路交通に車両が供出された。1947年5月から、南海電気鉄道分離独立（1947年6月）後の1948年6月にかけて全車が南海本線に配置され、同社の所有となった。全車が近畿車輛製の制御電動車で、南海の戦前の車両と同じ2連または3連の球形白色ガラスの灯具を持つ車内灯を装備し、ベンチレーターをガーランド型2列とするなどの仕様となった。架線電圧が600 Vであり、また在来車との混用の必要性から、主制御器はCS5ではなくALF単位スイッチ制御器を装備した。1959年以降、一部が制御車に改造され、使用機器は1521系とED5201形電気機関車に引継がれている。1968年までに全廃された。
山陽電気鉄道
20両が割当てられ、代わりに高松琴平電気鉄道に車両が供出された。63系唯一の標準軌仕様。初期車6両は剥き出しの天井のままであったが、それ以降の14両は天井にジュラルミン板を張って納入され、原番号が63800番台であったことから800形800 - 819となった（当初は63800形であったとする説がある）。当時の山陽電鉄には神戸市内に併用軌道区間があり、本形式も1968年の神戸高速鉄道開業まで道路上を走行した。20 m級の電車が併用軌道を走行した数少ない事例であった。1957年の西代車庫火災による焼損をきっかけとして、車体を新造した2700系への更新、もしくはその構体を生かしたままでの更新改造を実施したが、いずれも全車が廃車されている。
私鉄各社への影響
上記の私鉄各社のうち、63系導入以前から同等の電車を運用していたのは南海線と、戦中・戦後に20 m級国鉄電車の借入れがあった東京急行電鉄小田原線のみで、それ以外の私鉄の中には導入にあたり、カーブ半径の緩和、プラットホーム幅削減や障害物撤去、架線電圧の昇圧、あるいは変電所の増強など工事によって63系を走行させる条件を整えた会社もあり、その結果、著しく輸送力が増強された。東武鉄道では、1953年から1961年にかけて63系（7300系）同様の4ドア20 m車体の7800系（当初7330系）164両を導入して高度経済成長初期の通勤輸送の主力とし、以後主力通勤電車は20 m4ドア車体が基本となった。このほか、63系割当ではじめて20 m級電車を本格導入した相鉄と、戦前から20 m級電車を運用してきた南海、戦時中に20 m国電が入線していた小田急でも1960年代以降本格的に20 m4扉車体の通勤電車を主力としたが、いずれも20 m級電車に対応した車両限界となっていたので、導入障壁は低かった。
63系電車の私鉄割当てはラッシュ輸送における「扉数の多い大型電車」の優位性を各鉄道会社に認識させるきっかけとなったと言える。20 m・片側4扉構造の車体は、国鉄のみならず大手私鉄通勤電車の標準構造となっている。
なお、その後私鉄各社の車両増備には運輸省規格形電車の新造・導入が認められるようになり、63系の割当てはこの120両で終了となった。運輸省規格形電車は1947年に運輸省が「私鉄郊外電車設計要項」に基づき日本鉄道協会に規格を制定させたもので、63系の導入を辞退した京阪神急行電鉄なども運輸省規格形電車が導入したほか、63系を導入した東武鉄道、東京急行電鉄（小田急）、名古屋鉄道、山陽電気鉄道でもこれを導入している。

### 運輸省割当以外の車両
三井鉱山専用鉄道
三井鉱山専用鉄道では、1948年に通勤用客車としてサハ78形の同形車5両をホハ201 - 205として導入した。車体の外形はおおむねサハ78形に準じていたが、ベンチレーターが大きく、数が少ないこと、また車内に車掌スペースを持ち、後年ここには乗務員ドアが設けられていたこと、出入り口の両側に天井へ達する鋼管製ポールが立てられていて、必要に応じて特定の出入り口を閉鎖出来るようになっていたことなどは、省の標準的なサハ78と異なる。基本的には専用線で炭鉱関係者・家族の通勤通学輸送に限定されたが、三井鉱山の『三池鉄道線』の通称で地方鉄道として運営された1964年8月11日から1973年7月31日まで一般営業運転に用いられた。1980年代でも原形の形態を残し、1984年に従業員輸送が廃止になるまで使用された。

### 譲渡車両
事故により廃車となった車両が以下の通り私鉄に譲渡されている。
西武鉄道
前述のとおり割当の2両を返却した後、1950年に導入した戦災国電を復旧したクハ1411形が初めての全長20 m車となり、さらにその後1953年に63系の事故廃車車両3両を国鉄から譲受してモハ401形モハ402、クハ1421形クハ1421、クハ1422とし、1956年に同一仕様の1両を自社で製造した。なお、クハ1422となった旧モハ63470は、東武鉄道にモハ63046Iとして割当られたものの、台枠横梁の折損もしくは台枠垂下により車体にゆがみが生じたとされる事故（詳細不明）により、製造元の川崎車輌によって代車（モハ63560I予定車をモハ63046IIに改番したもの（国鉄には別途モハ63560IIを納入））に交換された元の破損車両が修理の上で国鉄に納入された（モハ63470）が、別の事故により廃車され譲渡されたものである（IおよびIIは、それぞれ初代番号、二代目番号を示す）。
小田急電鉄
事故廃車となったモハ63082とモハ63168を譲受し、それぞれ台枠を流用して1700形サハ1752およびサハ1751に改造している。本車は1800形に次ぐ全長20 mの車両であったが、1967年に特急用から通勤用に改造した際に全長を17.3 mに短縮している。
相模鉄道
事故廃車となったモハ63056を1952年10月に譲受し、63系割当車と同じクハ3500形に編入されてクハ3504となっている。

## 桜木町事故と72系への改造

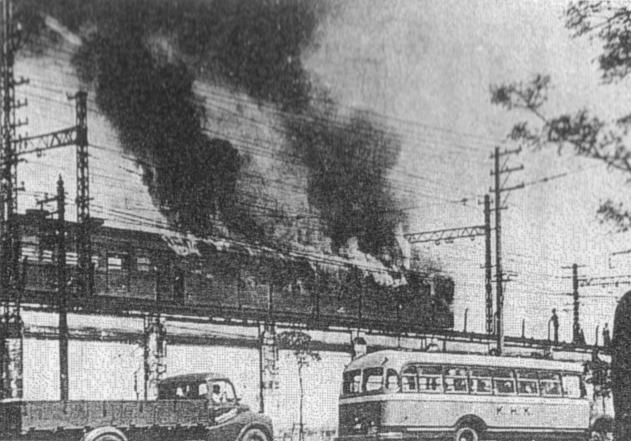
桜木町事故時の国鉄63系電車

### 事故の概要
63系電車の構造は極めて安全性に欠けるものであった。新製早々に漏電で全焼する事故が相次いだ中、1951年4月24日には京浜線（現・根岸線）桜木町駅付近で、架線の碍子交換作業時の作業ミスによって垂下した架線に接触した列車の先頭車モハ63756のパンタグラフとその取付台間での短絡を直接の原因とする火災が発生し、可燃性が高くしかも旅客の脱出が困難という車体構造に加え、運転士が車外に出たものの床下のドア解放コックを操作しなかったことにより、多数の焼死者を出した。

この事故は「桜木町事故」と呼ばれ、国鉄戦後五大事故の一つとされている。事故車のモハ63756は電気配線をはじめとする重要箇所の改良工事を実施して、側面窓以外は他の戦前形電車と同等の仕様となっていた車両であるが、この事故は1951年の10大ニュースとなって国鉄に対し厳しい批判・非難がなされており、当時、運輸省国有鉄道部保安課長であった柴内禎三はこの事故が及ぼした影響に関し、
鉄道人各人は鉄道の使命は輸送の安全にあるということを通念として持っておるのでありますが、それは人命尊重の精神に基づく安全であることの信念に欠くることのあったことは否定できないことでありました。このことは、事故調査において、国会での査問において、公判廷において、世論において等々事故の重点に取り扱われ、人命尊重の精神に基づく安全保持のための鉄道の教育訓練・施設車両の構造・保守作業の基準、作業環境の整備等の弱点が白日の下にさらけ出されたのであります。—柴内禎三、桜木町事故をかえりみて
と述べ、また、鉄道研究家の弓削進は
湘南電車の延長ロングラン実施、スカ線と京阪神線に新鋭モハ70の誕生、と終戦以来意を注ぎつつあった復興が、まさに成れるかと思われたこの年の春、突如襲い掛った悪魔の大事故は、国電に関するあらゆる従来の施策を大転換させることになった。4月24日の真昼時、ふとした不注意が原因で百余の命を一瞬に奪った桜木町駅の電車火災は、恒例の責任なすり合いでは相済まず、総裁辞任の政治問題にまで発展したこと周知の通りである。そして焼けるのが当り前だった国電を燃えない様にすることと、焼けても逃げ出せる様にすることが重要課題となった。—弓削進、国電復興物語
と述べている。また、当時この他にも車両火災事故が続発しており、例えば1951年における火災事故は以下の通りで、このうち5両が全焼している。
- 3月：モハ51037とクハ55118（いずれも全焼、西明石駅）
- 6月：モハ63675（大宮駅付近）、サハ48008とクハ76013（いずれも架線垂下により全焼、久里浜駅）
- 7月：阪和線列車
- 8月：モハ42010（全焼、神戸駅）、モハ63221（津田沼 - 船橋間）
- 9月：モハ80004とサハ87002（戸塚 - 保土ケ谷間）
- 10月：モハ80002とクハ86001（戸塚駅）、クハ55025（馬橋駅）
- 11月：サハ25034（昭島駅）、モハ30145（新宿駅）、モハ63767（京都駅）

### 事故の対策

#### 事故当日からの対応
まず、事故発生当日の17時までに以下の緊急対応について国鉄本社が各局に通告し、順次実施されている。
- 座席下部に設置されている個別扉用のドアコック（通称dコック）を非常の際には乗客に取扱わせることとし、車内にその旨を表示する。
- 床下の全扉用総合ドアコック（通称Dコック）の取扱方法を一般職員に徹底させる。
- 床下の総合ドアコックの設置位置の目安となる印を車体側面に表示し、コックにも表示板を設置する。

#### 絶縁耐力試験
11月26日から12月3日にかけて、高圧回路・低圧回路と大地間の絶縁試験を実施して漏洩電流値・直流分・tanδを測定して絶縁耐力性能の維持と検査基準の参考とする目的で、大井工場においてモハ60072とモハ63405を使用して現車試験を実施しており、その内容と結果は以下の通りであった。
- 交流絶縁耐力試験：モハ60072は1.8 kV、モハ63405は4.4 kVで絶縁破壊したが、いずれも電線自体の耐圧は12 kVおよび18 kV以上であったため、電線の全体的な劣化ではなく、外的要因による部分劣化によるものと考えられた。
- 交流耐圧繰返し劣化試験：モハ60072は劣化は進んだものの60回でも絶縁破壊せず、モハ63405は41回で絶縁破壊しているが、繰返しにより電線全体が劣化したのではなく、部分劣化部の絶縁がさらに劣化へ導かれたものと考えられた。
- 直流耐圧試験：4 kVの試験では破壊に至らなかった。

#### 緊急特別改造工事
その後、事故防止対策と緊急避難設備の整備のための「緊急特別改造工事」が1951年10月末までの約6箇月の期間と計約366百万円の費用をもって実施されており、担当は大井、大宮、吹田、豊川、幡生、松任、長野、盛岡の各工場（工事施行）および浜松工場（部品製作）であった。電車緊急特別改造工事の実施項目と施行両数、実施内容は以下の通り。
- 連結部の貫通路の整備（貫通幌新設（1500両）/幌座新設（1500両）/貫通路塞ぎ新設（500両））：乗客が少なくとも2両以上を貫通路を通じて移動できるよう[注釈 45]、車両の上り方貫通路には貫通幌、渡り板と手摺を、下り方貫通路には幌座、渡り板と手摺を整備し、また、編成内で貫通扉のない運転台付車両と連結する車両の貫通路には貫通路塞ぎ板を設置。
- 車内非常通報装置新設（2550両）：車内での火災や急病人等の発生時に乗客から乗務員へ通報するための客室内に非常スイッチと非常ブザー、車体側面にオレンジ色の車側灯、乗務員室内に非常スイッチを設置。
- 車内非常通報装置を24 Vに改造（2200両）：上記車内非常通報装置は当初電動発電機による直流100 V電源を使用していたが、架線停電時にも使用できるよう、電源を直流24 Vとするとともに電動車・制御車の偶数車に24 Vの蓄電池を搭載して電源とする改造を第2次改造として実施し、1951年11月1日に一斉に切換えている。
- 戸ジメコック増設（2460両）：従来車両床下の片側のみに設置されていた、車両のすべての扉を解放できる総合ドアコックを反対側の床下および客室内に増設。
- パンタグラフ車体取付部の二重絶縁化（1248両）：1932年以前のPS2パンタグラフ装備車はパンタグラフ取付部が二重絶縁であったが、PS11以降のパンタグラフは碍子を介したのみで屋根に設置されていた。これをパンタグラフ枠 - （碍子） - 取付ボルト - （絶縁材のパンタグラフ取付台） - 車体という形で二重絶縁とし、碍子破損もしくはパンタグラフ取付ボルト曲損時でも絶縁が保たれるようにするとともに、パンタグラフ損傷時の接地短絡を防ぐため、パンタグラフ周辺の絶縁を強化。
- 天井への防火塗料の塗布（1460両）：パンタグラフ下部の天井面に防火塗料を塗布。
- 機器配線統一（160両）

### 72系への改造

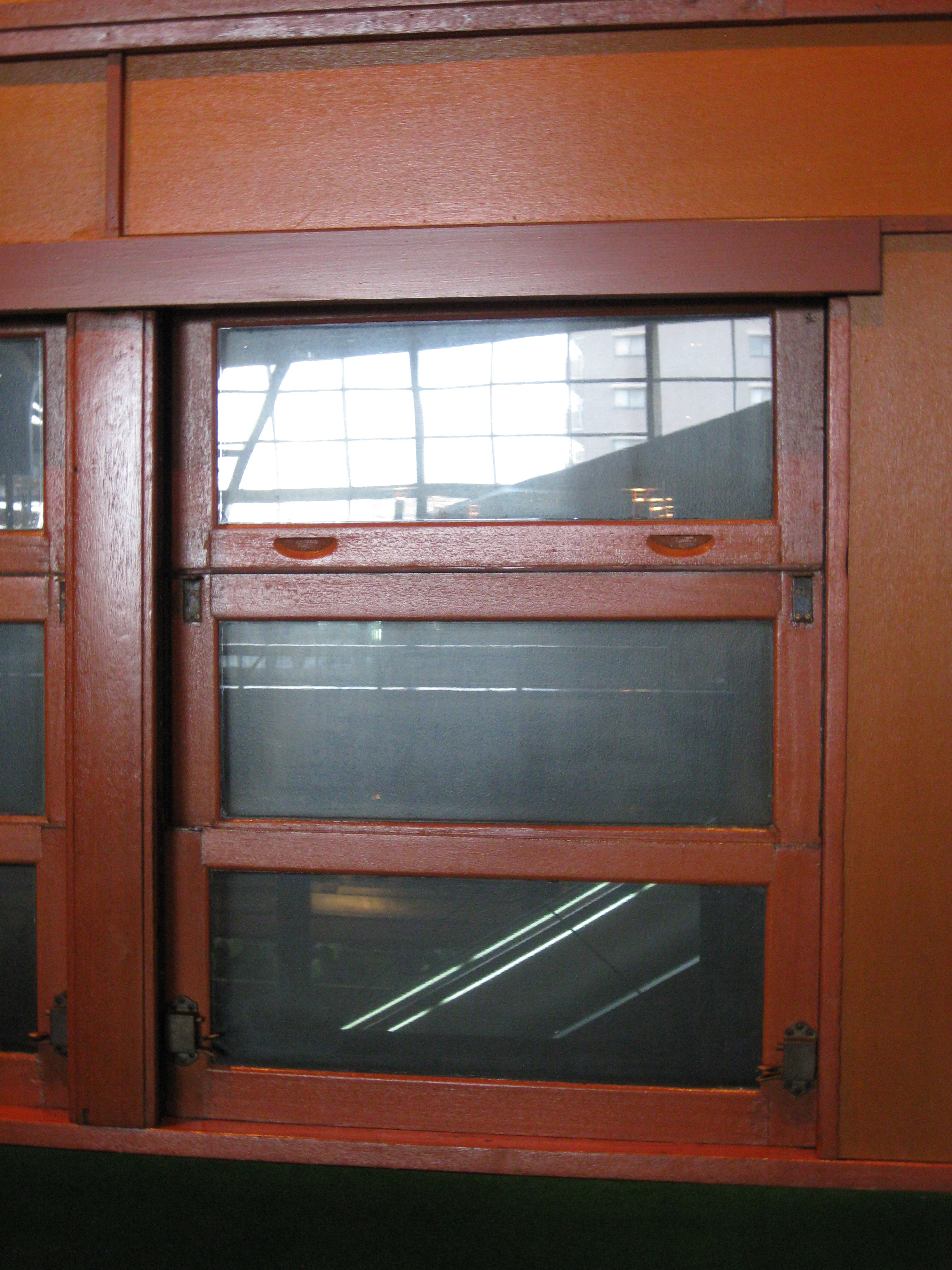
改造された72系の3段窓、下段の窓を上方に開くと、中段の窓がその上部の金具により下段の窓に引掛かり、さらに同一の窓溝にある上段の窓を押し上げながら開く

1951年11月からは63系を対象とした追加の保安対策として、主制御器の遮断方式の改良と断流器の増設、機器および配線の統一、主回路および母線の電線交換、電線の電線管への収納、三段窓の中段の可動化、天井板の金属製化、ベンチレーターの絶縁化と鋼製屋根への絶縁布の張付、戸閉回路・パンタグラフ操作回路用の補助回路および蓄電池の設置、などの改造が行なわれた。電動車は「63形」のネガティブで悪いイメージを避けてモハ73形（制御電動車、後のクモハ73）に改称され、運転台を撤去した中間電動車はモハ72形となった。クハ79形制御車、サハ78形付随車も同様の改造を受けたが、改称はされていない。また電装品不足から非電装で使用されていた「クモハ」「サモハ」はそれぞれ両形式に編入されてクハ79形100番台およびサハ78形300番台となった。なお、1950年度新製車のモハ63855 - 63858は、後の72系新製車に近い設計であったため上記のような改造は施されずに番号の改称のみが行われてモハ73形400番台となり、側面窓や貫通扉、配線などの改造はその後の実施となったほか、1950年に大井工場で1950年度新製車と同様の形態とする更新工事を実施したモハ63630、モハ63848も番号のみ改称されてモハ73172、モハ73134となっている。また、本形式の改造終了後の1954年からは他の戦前製電車に対しても同様の内容で戦後2度目の更新修繕（更新修繕II）が施工されている。
この追加保安対策工事は1951年から1954年の間に国鉄工場・民間車両メーカーを総動員して行われ、63系電車は72系電車に再編されたが、3年で700両の車両の体質改善工事が完了したことは、桜木町事故が国鉄と運輸省に与えた衝撃の大きさを物語っている。

## 運行・廃車

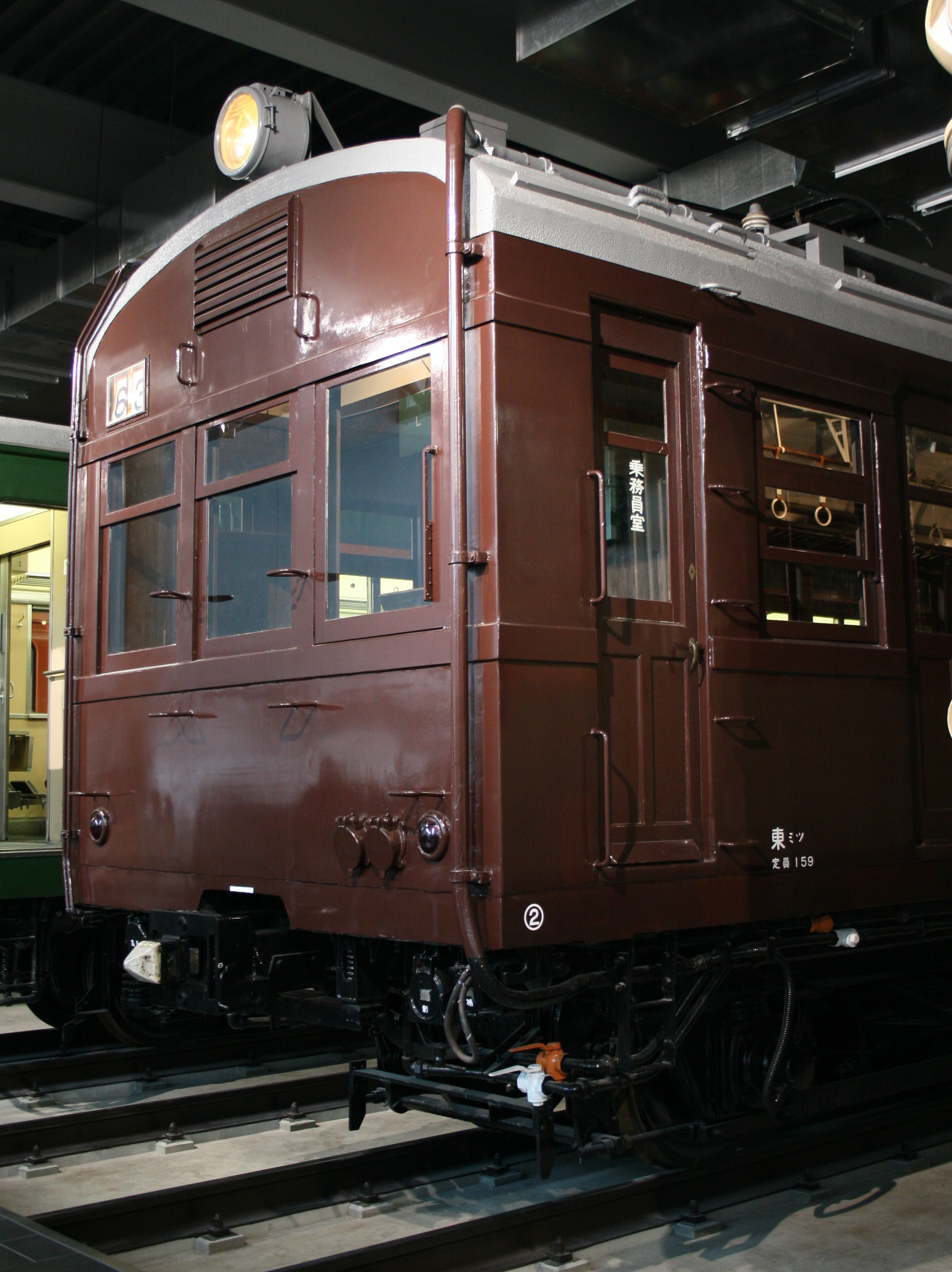
リニア・鉄道館で静態保存されているモハ63638、2011年

### 運行
63系ではクハ79形がまず竣工しており、最初の車両であるクハ79002は1944年6月5日に山手線で、次にクハ79004が6月16日に中央線で運行を開始しており、クハ79002の運行初日の編成は以下の通りであった。また、1945年中に竣工したモハ63形は蒲田・品川・池袋電車区に各6・3・5両が、サハ78形は蒲田電車区に全車が配置されている
- モハ31006 - クハ79002 - サハ57014 - モハ30117

1944年11月頃より本格化した本土空襲により、12月以降には国電区間においても空襲の被害が発生するようになった。第二次世界大戦中に空襲等による戦災被害を受けた電車は東京鉄道管理局管内では計311両、大阪鉄道管理局管内では計58両で、1945年における主な被害は以下の通りとなっており、63系においてもサハ78形3両、クハ79形1両が戦災により廃車となった。
- 4月13日：池袋電車区にて146両焼失（クハ79005被災（1946年1月23日廃車）[81]）
- 4月15日：蒲田電車区にて51両、矢向駅構内にて5両焼失
- 5月25日：蒲田電車区にて12両焼失（サハ78001、78003、78005被災（いずれも1946年1月23日廃車）、クハ79009被災（1946年11月28日廃車）[138]）
- 5月29日：東神奈川電車区にて14両焼失
- 6月7日：淀川電車区にて16両焼失
- 7月6日：明石電車区にて4両焼失

上記のような状況を受けて1945年4月の京浜地区では電車のダイヤ改正が実施された。この改正は空襲による損耗と保守の低下に伴う車両状況の悪化に対応するためのもので、車両の走行距離を抑えて運用・検査予備車を確保するとともに、輸送量の増加に対応するために各駅での停車時間を延ばしたもので、また、合わせて列車の分割併合も廃止され、輸送力はラッシュ時において10 - 20％の減、車両キロは約10千 kmの減となった。これにより山手線・中央線・総武線は6両編成、常磐線が5両編成、横浜線が4両編成、赤羽線が3両編成、横須賀線が7両編成となったが、いずれの線区でも所要数が確保できず、これよりも短い編成が運行されていた。
戦後に東京鉄道局管内に配置された63系の新製時の配置先の分布は京浜線（蒲田・下十条・東神奈川電車区）が22 %、山手線（品川・池袋電車区）が13 %、中央線（三鷹・中野電車区）29 %、総武線（津田沼電車区）6 %、横須賀線（田町電車区）7 %という内訳となっており、一方、大阪鉄道局および天王寺鉄道局管内では1946年10月に淀川電車区に配置されて以降、最大116両（モハ73形96両、サハ78形20両、1959年5月時点）が配置されて、城東線・阪和線・東海道線で運行されていた。
戦後の連合軍専用車は1945年9月に京浜線に米軍専用車が設けられたことから始まり、1946年1月には連合軍専用車として窓下に白帯を入れる等の標記を行うようになって、1947年度末には電車では123両が連合軍専用車に指定されていた。63系ではモハ63138、63142、63368、制御車代用のクモハ63108、63120が指定されて1947年8月から山手線で運行され、翌1948年7月には中央線での運行となり、その後1949年9月に車内の半分を日本人用の2等車に変更することとなって車両前半部の2等室部の窓下に青帯が、後半部の連合軍専用部の窓下には従来通りの白帯が入るように変更されているが、1950年9月には指定解除されて通常の3等車に戻されている。
1947年6月7日には阪和線の東岸和田 - 東和歌山間で運転された、クロ49形貴賓車を使用したお召し列車の予備編成にモハ63150、モハ63152が使用されており、その編成は以下の通りであった。
- （先導編成）モハ51052 - モハ51044、（本務編成）モハ60029 - クロ49002 - モハ60033 - モハ60034、（予備編成）モハ63150 - クロ49001 - モハ63152

東京急行電鉄の小田原線・江ノ島線には、省電借入れ（最多時点では13両を借入れ）の関係で1945年のわずかな間ではあるが、クハ79012が入線した記録があり、まだ割当車の私鉄線への入線は行われていない時期であるため、最初に私鉄線を走行した63系車両と見られる。その後、小田急電鉄には1950年8月5-6日には米軍輸送の関係で国鉄から3両2編成が借入れられており、編成中に63系のモハ63025、630254、63080、63381の4両が含まれていた。

### 廃車
製造から、1953年改番までに廃車となった車両は以下の通り。戦災による廃車は5両であり、戦後の事故による廃車が多い。
- モハ63形（事故20両）
  - 63024（1949年 - 横浜線淵野辺で土砂崩れにより大破） - 西武鉄道に譲渡（モハ402）
  - 63035（1948年 - 中央線国分寺で追突大破）
  - 63052（1948年 - 阪和線山中渓で火災全焼）
  - 63056（1948年 - 吉祥寺で架線断線により全焼） - 相模鉄道に譲渡（3000系クハ3504）
  - 63057（1951年 - 三鷹事件被災車） - 西武鉄道に譲渡（クハ1451）
  - 63082（1949年 - 常磐線綾瀬で漏電により全焼） - 小田急電鉄に譲渡（1700形サハ1752）
  - 63085（1949年 - 日国工業で火災全焼）
  - 63087（1948年 - 事故）
  - 63125（1949年 - 京浜線大宮で信号扱所に衝突大破）
  - 63168（1949年 - 下十条電車区で漏電全焼） - 小田急電鉄に譲渡（1700形サハ1751）
  - 63188（1948年 - 常磐線綾瀬で漏電全焼）
  - 63225（1950年 - 総武線平井で落雷により全焼）
  - 63286（1949年 - 事故）
  - 63293（1948年 - 事故）
  - 63470（1951年 - 事故） - 東武に割当てられたが重大欠陥により交換され、修理後に国鉄に納入された車両。西武鉄道に譲渡（クハ1452）
  - 63580（1950年 - 横須賀線逗子 - 鎌倉間で米軍トラックと衝突全焼）
  - 63622（1950年 - 宮原電車区で漏電により全焼）
  - 63677（1949年 - 横須賀線久里浜で落雷により全焼）
  - 63693（1950年 - 総武線平井で落雷により全焼）
  - 63756（1952年 - 桜木町事故被災車）

- サハ78形（戦災3両+事故2両）
  - 78001（1946年 - 戦災・1945年4月15日、蒲田電車区で焼失）
  - 78003（1946年 - 戦災・1945年4月15日、蒲田電車区で焼失）
  - 78004（1946年 - 戦災・1945年4月15日、蒲田電車区で焼失）
  - 78112（1949年 - 日国工業で火災全焼）
  - 78139（1948年 - 鳳電車区で機関車と衝突大破）
- クハ79形（戦災2両）
  - 79005（1946年 - 戦災・1945年4月13日、池袋電車区で焼失）
  - 79009（1946年 - 戦災・1945年5月24日、蒲田電車区で焼失） - 復旧・オハ71 123 → マニ74 9

### 保存
クモヤ90形に改造されていたモハ63638が、復元のうえ名古屋市港区のリニア・鉄道館で展示されている。この車両はモハ63638として製造され（車体：川崎車輛/1947年12月、電装：川崎車輌/1948年1月）、1951年時点では三鷹電車区に配置、その後1952年10月に日本車両製造東京支社でモハ72258に改造され、1957 - 65年の9年間で中野→三鷹→淀川→下十条→浦和→松戸と各電車区を転々とした後、1967年3月に郡山工場でクモヤ90005に改造された経歴を有する。